# Fluide (matière)
Pour les articles homonymes, voir Fluide.
Un fluide est un milieu matériel parfaitement déformable. On regroupe sous cette appellation les liquides, les gaz et les plasmas. Gaz et plasmas sont très compressibles, tandis que les liquides le sont très peu (à peine plus que les solides).
La transition de l'état liquide à l'état gazeux (ou réciproquement) est en général de premier ordre, c'est-à-dire brusque, discontinue. Dans certaines conditions de température et de pression cependant on peut observer une transition continue d'un état à l'autre, qui finalement ne constituent pas deux états de la matière fondamentalement différents mais un seul, l'état fluide (voir Diagramme de phase d'un corps pur et Point critique). La transition de l'état gazeux à l'état plasma (ou réciproquement) est également continue.
Les particules constitutives d'un gaz sont des molécules ou des atomes isolés, celles d'un plasma sont des ions (mono- ou polyatomiques), et celles d'un liquide des atomes, des molécules ou des ions (des ions et des électrons libres dans le cas particulier des métaux liquides). Dans un gaz les interactions entre particules sont négligeables, sauf lorsqu'elles se rencontrent (chocs). Les ions d'un plasma ou d'un liquide ionique interagissent au contraire à grande distance (liaison ionique). Dans les autres liquides les liaisons entre particules constitutives sont généralement faibles comme dans l'air liquide (liaison de van der Waals), ou assez fortes comme dans l'eau (liaison hydrogène) ou les métaux liquides (liaison métallique). Parfois elles sont très fortes comme dans la silice liquide (liaison covalente).

## Comportement rhéologique
Le comportement rhéologique d'un fluide traduit la réponse mécanique de celui-ci, c'est-à-dire la relation entre les déformations du fluide et les contraintes appliquées. De manière générale, elle s'exprime par une équation constitutive reliant le tenseur des contraintes et le tenseur des taux de déformation. Il existe une grande variété de comportements rhéologiques, depuis une simple relation linéaire entre contraintes et taux de déformation, jusqu'à des comportements complexes, pouvant dépendre des vitesses de déformation, de l'histoire du fluide ou des conditions d'écoulement.
La loi d'Ostwald–de Waele permet, par exemple, de modéliser de manière simplifiée et dans certaines limites, le comportement des fluides newtoniens, rhéofluidifiants et rhéoépaississants.

### Fluide newtonien
Un fluide est dit newtonien lorsque le tenseur des contraintes visqueuses est une fonction linéaire du tenseur des taux de déformation. Le facteur de proportionnalité se nomme viscosité, il est constant et indépendant du taux de cisaillement {\displaystyle {\dot {\gamma }}}. Pour la plupart des fluides usuels [eau, lait, jus de fruits naturels (non concentrés), la plupart des miels, huiles minérales, solvants organiques, etc.] dans des conditions standards, ce modèle est très satisfaisant.
Pour ce type de fluide, l'équation d'évolution est une équation de Navier-Stokes. Pour donner un exemple, dans le cas d'un fluide incompressible et homogène (à masse volumique constante), cette équation s'écrit, dans sa version massique :
{\displaystyle {\frac {\partial {\vec {v}}}{\partial t}}+\left({\vec {v}}\cdot {\vec {\operatorname {grad} }}\right){\vec {v}}=-{\frac {{\vec {\operatorname {grad} }}\,P}{\rho }}+{\vec {f_{\text{m}}}}+\nu \Delta {\vec {v}}}
où :
- {\displaystyle {\vec {v}}} est le vecteur vitesse ;
- {\displaystyle \rho } est la masse volumique ;
- {\displaystyle P} est la pression ;
- {\displaystyle {\vec {f_{\text{m}}}}} sont des forces par unité de masse (par exemple, l'action de la pesanteur : {\displaystyle {\vec {g}}}) ;
- {\displaystyle \nu } est la viscosité cinématique.

### Fluide non newtonien au comportement indépendant du temps
Un fluide est dit non newtonien lorsque le tenseur des contraintes visqueuses n'est pas une fonction linéaire du tenseur des taux de déformation. Autrement dit, lorsque sa vitesse de déformation (par exemple le taux de cisaillement) n'est pas directement proportionnelle à la force qu'on lui applique. Le meilleur exemple est celui du sable mouillé en bord de mer : quand on frappe le sable, il a la viscosité élevée d'un solide, alors que lorsqu'on appuie doucement dessus, il se comporte comme une pâte. Un autre exemple typique est un mélange épais d'eau et de fécule de maïs, appelé oobleck, dans lequel une main entre aisément à faible vitesse, mais ne peut rentrer à grande vitesse.
En rhéologie et de manière simple, un fluide non newtonien est un fluide dont la viscosité {\displaystyle \eta } n'est pas constante et dépend du taux de cisaillement. Concrètement, lorsqu'on soumet un tel matériau à une contrainte de cisaillement {\displaystyle \sigma }, la réponse de ce fluide n'est pas proportionnelle à cette contrainte, ce qui serait le cas pour un fluide newtonien. Il existe plusieurs types classiques de fluide non newtonien. Ils ne sont d'ailleurs pas exclusifs l'un de l'autre, un fluide peut présenter plusieurs des propriétés présentes ci-dessous.

#### Fluide rhéofluidifiant ou pseudoplastique

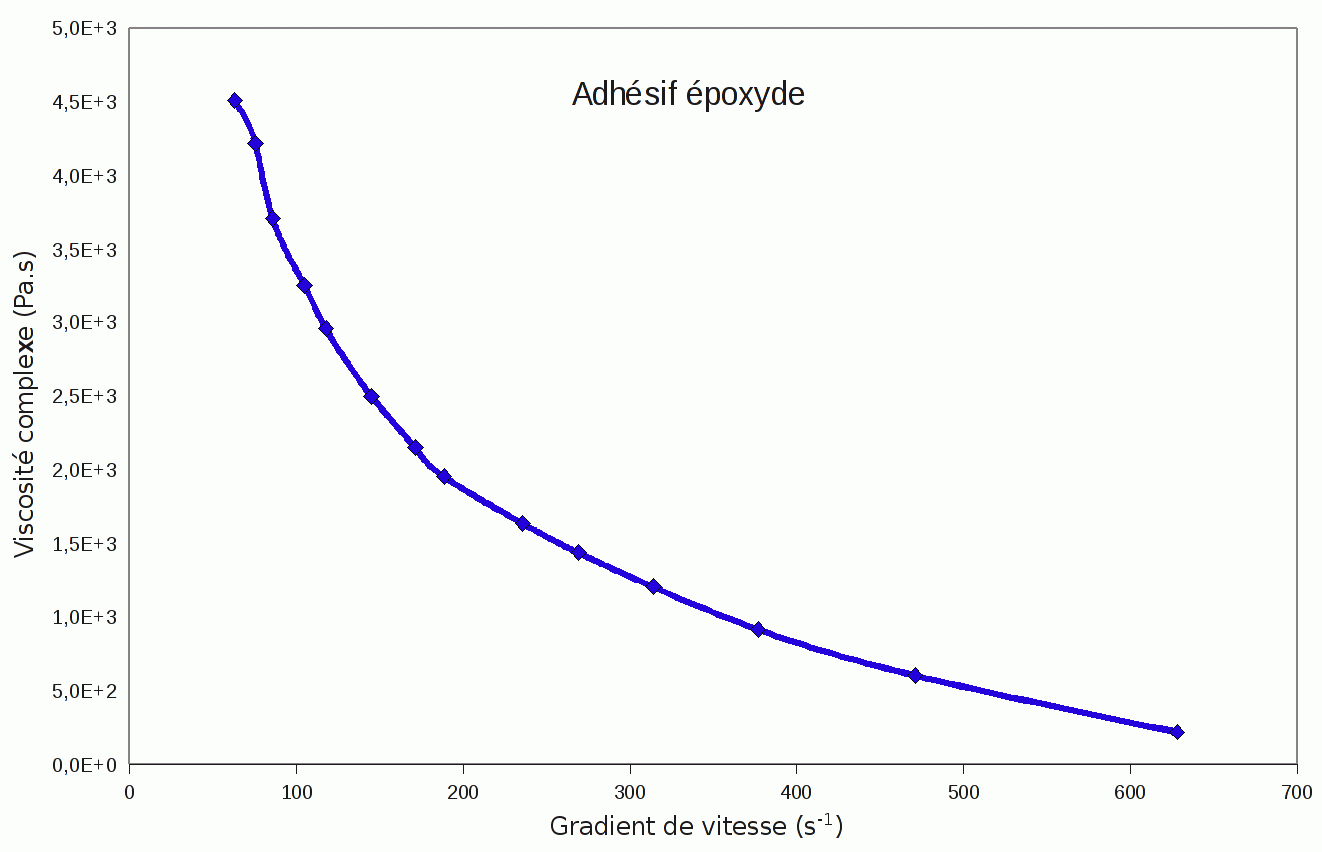
Rhéofluidification d'un fondu : courbe de viscosité * en cisaillement et oscillation = f.

Pour des fluides tels les polymères en solution ou à l'état fondu, émulsions peu chargées, suspensions, dispersions (ex. : purée de fruits, moutarde), la viscosité diminue lorsque le gradient de vitesse augmente. Cela donne un système de plus en plus fluide, ce qui justifie le nom de « rhéofluidifiant ». La courbe d'écoulement (représentation graphique de {\displaystyle \sigma =f({\dot {\gamma }})}) d'un corps pseudoplastique s'incurve vers le bas. Pour de très faibles et très élevées valeurs de {\displaystyle {\dot {\gamma }}}, le liquide est newtonien (ce qui est quasi universel), cela correspond aux 1er et second domaines newtoniens, respectivement. À chacun de ces domaines est associée une viscosité constante appelée viscosité à cisaillement nul ou viscosité en écoulement continu ({\displaystyle \eta _{0}}), et viscosité infinie ({\displaystyle \eta _{\infty }}), respectivement.

#### Fluide rhéoépaississant ou dilatant
Le comportement rhéoépaississant, inverse à la rhéofluidification, est assez rare. La viscosité augmente lorsque le taux de cisaillement augmente. Ce phénomène est nommé (en) dilatant ou shear thickening, (de) dilatanz. La courbe d'écoulement correspondante s'incurve vers le haut. On retrouve ce comportement pour des suspensions très concentrées ou certains polymères associatifs (ex. : empois, certains miels et certaines formulations de plastisols, suspensions concentrées de fécule de maïs, D3o).

#### Fluide à seuil ou viscoplastique
Dans le cas du comportement (visco)plastique, l'écoulement n'a lieu qu'au-delà d'une certaine valeur de contrainte à appliquer sur le fluide, dite point de fluage, seuil d'écoulement, seuil de plasticité, contrainte critique ou contrainte seuil ((en) yield stress). Au-delà, on retrouve en général un comportement de type rhéofluidifiant.
Quelques matériaux, tels la mayonnaise ou les boues de forage, ont cependant un comportement linéaire de type newtonien après leur seuil d'écoulement. On parle alors de fluide de Bingham. Le modèle de Bingham est : {\displaystyle \sigma =\sigma _{y}+k{\dot {\gamma }}^{n}}.
Certaines peintures et graisses sont des fluides à seuil.

### Fluide non newtonien au comportement dépendant du temps

#### Fluide thixotrope
La thixotropie étant un comportement dépendant du taux de cisaillement {\displaystyle {\dot {\gamma }}} (ou de la contrainte {\displaystyle \sigma }) et du temps, on maintient l'un des facteurs constant ({\displaystyle \sigma } ou {\displaystyle {\dot {\gamma }}}). Après une longue période de repos, {\displaystyle \sigma } ou {\displaystyle {\dot {\gamma }}} étant brusquement appliqué puis maintenu constant, on observe une diminution de la viscosité apparente avec le temps. La structure est désorganisée par cisaillement. Le produit retrouve intégralement son état initial après un repos assez long (dans le cas contraire, il s'agit de thixotropie partielle). La thixotropie est souvent associée à un comportement rhéofluidifiant. On peut également avoir une contrainte seuil pour ces fluides. On observe ainsi des phénomènes d'hystérésis.

#### Fluide antithixotrope
Inversement, on trouve également les fluides antithixotropes (très rares), c'est-à-dire dont la viscosité apparente augmente avec le temps, dans les mêmes conditions que pour une expérience de thixotropie. La structure est organisée par cisaillement. L'antithixotropie est souvent associée à un comportement rhéoépaississant.
Il ne faut pas confondre l'antithixotropie et la rhéopexie ((en) rheopecty ou rheopexy) : ce dernier terme désigne la solidification d'un système thixotrope sous l'effet d'un mouvement doux et régulier.

#### Fluide viscoélastique
Un fluide viscoélastique a la particularité de modifier son comportement à partir d'une échelle de temps caractéristique {\displaystyle \lambda }. Lorsque le temps {\displaystyle T} d'application de la contrainte est inférieur à {\displaystyle \lambda } le fluide se comporte comme un solide élastique, tandis que pour un temps {\displaystyle T} supérieur à {\displaystyle \lambda } le milieu se comporte comme un fluide visqueux.
Le comportement du milieu viscoélastique est déterminé par le paramètre adimensionnel appelé nombre de Deborah De :
{\displaystyle {\it {{De}={\frac {\lambda }{T}}}}}
Si {\displaystyle {\it {{De}\ll 1}}} le comportement est celui d'un fluide visqueux, si {\displaystyle {\it {{De}\gg 1}}} le comportement est celui d'un milieu élastique.
Une caractéristique remarquable des fluides viscoélastiques est qu'ils gardent en mémoire les contraintes de cisaillement auxquelles ils ont été soumis au cours du temps, ce qui se traduit notamment par l'effet Weissenberg.
On peut citer comme exemple de fluide viscoélastique les solutions concentrées de polymères, les gelées, la maïzena, le Silly Putty.

## Fluide incompressible
Un fluide est dit incompressible lorsque sa masse volumique {\displaystyle \rho } reste constante dans un écoulement. Dans ce cas, l'équation de continuité :
{\displaystyle {\frac {\partial \rho }{\partial t}}+\operatorname {div} (\rho \,{\vec {v}})=0}
se réduit à :
{\displaystyle \operatorname {div} {\vec {v}}=0}.
En aérodynamique, par exemple, on considère que l'air est incompressible en dessous de Mach 0,3 ou 0,4, parce qu'alors les variations de pression dans les écoulements n'entraînent pas de variations significatives de sa masse volumique.